# برنجگان (کیار)
برنجگان، روستایی از توابع بخش ناغان شهرستان کیار در استان چهارمحال و بختیاری است. «آبشار تیدون» در این روستا قرار دارد که یکی از زیباترین آبشارهای ایران است.

## جمعیت
این روستا در دهستان مشایخ قرار دارد و براساس سرشماری مرکز آمار ایران در سال ۱۳۸۵، جمعیت آن ۳۶۱ نفر (۸۴خانوار) بوده‌است.